# Савски трг (Београд)
| Савски трг                                      | Савски трг                            |
| ----------------------------------------------- | ------------------------------------- |
|                                                 |                                       |
| Општина                                         | Савски венац                          |
| Дужина                                          | 320 m                                 |
| Ширина                                          | 100 m                                 |
| Створена                                        | 1884. године                          |
| Названа                                         | XX век                                |
| Стари називи                                    | Вилсонов трг Трг братства и јединства |
|                                                 |                                       |
|                                                 |                                       |
| Панорама Савског трга и споменик Стефану Немањи |                                       |

Савски трг је градски трг у Градској општини Савски венац у Београду, смештен испред зграде Старе Железничке станице, између Карађорђеве, Немањине и Савске улице.

## Називи
- Вилсонов трг, у част Вудроа Вилсона, 28. председника Сједињених Америчких Држава;
- Трг братства и јединства;
- Савски трг.

## Историјат
На простору Савског трга се до друге половине 19. века, налазила велика бара која је називана Циганска бара или често погрешно Бара Венеција.
Настанак трга је пратио изградњу зграде Железничке станице, тако да је трг формиран до 1884. године.
На тргу су се, између осталог, налазиле гостионица "Битољ", кафана "Обилић", млекара "Скопље" (ово двоје срушени 1939).
На тргу испред железничке станице, одржаване су бројне државне манифестације. У време аустроугарске окупације Београда, на Савском тргу је приређен дочек и војна парада у част последњег аустроугарског цара Карла I и царице Зите од Бурбон-Парме, приликом њихове кратке посете граду 1918. године.
На станици су дочекиване бројне стране државне и војне делегације, увек уз присуство великог броја људи на самом тргу.
Приликом сахране краља Александра Карађорђевића у октобру 1934. године, народ се окупио на Вилсоновом тргу да дочека и испрати његове посмртне остатке на путу за Опленац.
Током борби за ослобођење града 1944. овде је уништен совјетски тенк. Носачи са железничке станице су извадили његово "нагорело" тело и сахранили га на тргу испред станице. У мају 1945. је откривен мали споменик совјетском тенкисти на уређеном гробу.
По повратку са путовања, на Тргу братства и јединства би и југословенски председник Јосип Броз Тито држао говоре.
Споменик жртвама рата и браниоцима отаџбине од 1990. до 1999. откривен је марта 2012, а уклоњен почетком 2021. током реконструкције платоа.

## Знаменити објекти и културна добра

### Железничка станица
Железничка станица, Главна железничка станица или Железничка станица Београд-главна, како је све називана током 134 године свог рада, грађена је између 1882. и 1885. године према пројекту архитекте Драгутина Драгише Милутиновића, сина песника Симе Милутиновића Сарајлије и Марије Милутиновић Пунктаторке, прве жене адвоката у Србији.
Свечано је пуштена у рад 20. августа, односно 1. септембра 1884. године, када је у 15 часова кренуо први воз са краљем Миланом, краљицом Наталијом и престолонаследником Александром Обреновићем, преко Земуна за Беч. Три дана касније, кренуо је и први воз за Ниш, а редован саобраћај на тој линији успостављен је 15. септембра, као и на линији Београд-Пешта.
Између 1980. и 2009. године, на левој страни поред улаза у станицу, налазила се локомотива Плавог воза, који је користио Јосип Броз Тито, доживотни председник СФР Југославије.
Последњи воз са станице је кренуо 30. јуна 2018. године у 21.40 часова, на релацији Београд-Будимпешта. Од 1983. године, зграда се налази под заштитом државе, као споменик културе од великог значаја ("Службени лист СР Србије", бр. 28/83).

Најпре се помињало да ће у згради бити смештен Музеј Немањића, односно музеј српског средњег века. Како је процењено да нема довољно експоната за тај музеј, директор Дирекције за имовину Јован Воркапић је 16. фебруара 2020. године изјавио да ће у зграду Железничке станице бити смештен Музеј Николе Тесле. Међутим, закључком Владе Републике Србије из новембра 2020. године, одлучено је да се овде пресели Историјски музеј Србије.

### Споменик Стефану Немањи
На централном делу Савског трга, испред зграде Железничке станице, постављен је споменик великом жупану Стефану Немањи, родоначелнику династије Немањића и владару Рашке од 1166. до 1196. године. Аутор споменика је руски скулптор Александар Јулијанович Рукавишњиков, члан Руске академије уметности.
Споменик је израђен у Подмосковљу и у деловима се превозио у Србију, где се поново саставио. Први делови споменика су кренули 8. августа 2020. године.
Споменик је висок 23 метра. Постамент представља поломљени византијски шлем из кога симболично настаје српска средњовековне држава, уједно на одвајању од Ромејског царства, али и на његовим темељима. На постаменту су приказани историјски мотиви из времена Стефана Немање, попут његових задужбина манастира Студеница и Хиландар.

### Дом ратних инвалида
Инвалидски дом Витешког Краља Александра Првог Ујединитеља завршен је 1935. и освећен 22. септембра. Данас се у згради Дома ратних инвалида налазе Удружење ратних добровољаца 1912 -1918 њихових потомака и поштовалаца и Савез удружења бораца Народноослободилачког рата Југославије.

### Хотел Петроград
Хотел Петроград је изграђен 1912. године по пројекту архитекте Петра Поповића. Зграда је оштећена у априлском бомбардовању 1941. године, када су страдале две куполе, које више никада нису обновљене. У послератној реконструкцији, скинути су и бројни украси са фасаде.
Данас се у згради некадашњег хотела Петроград налази "Belgrade City Hotel".

### Средишњи уред за осигурање радника - Болница Свети Сава
Према пројекту Петра Гачића, од 1928. до 1931. године је грађена зграда београдске филијале Средишњег уреда за осигурање радника Загреб, у Немањиној улици бр. 2, која има улаз и са Савског трга. Убрзо је то постао Окружни уред за осигурање радника Београд.
Народни одбор града Београда је 1948. године у овој згради основао Централну специјалистичку поликлинику Београд, а 1967. године јој је Савет за народно здравље Скупштине града Београда променио име у Завод за хитна интерна обољења. Делатност установе је проширена 1973. године, када добија име Завод за хитна интерна и цереброваскуларна обољења. Ново име је добио 1986. године - Завод за цереброваскуларне болести Београд.
Од 5. децембра 1988. године, постаје Специјална болница за лечење цереброваскуларних обољења "Свети Сава".

### Стара пошта
Стара пошта је саграђена 1929. године, према пројекту архитекте Момира Коруновића, а у модерном српско-византијском стилу. Зграда је тешко оштећена током савезничког бомбардовања Београда у Другом светском рату 1944. године. Обнова је извршена 1947. године, али је фасада претрпела огромне промене и добила нови изглед у духу соцреализма, као идеолошки пожељног правца подржаног од Комунистичке партије Југославије.
Заменик градоначелника Горан Весић је 2018. године изнео могућност обнове старе фасаде. Исто је потврдио и градски урбаниста Марко Стојчић у јуну 2020. године.